# Vecquemont
Vecquemont (picardisch: Vècmont) ist eine nordfranzösische Gemeinde mit 540 Einwohnern (Stand 1. Januar 2022) im Département Somme in der Region Hauts-de-France. Die Gemeinde liegt im Arrondissement Amiens, im Kanton Amiens-3 und ist Teil der Communauté de communes du Val de Somme.

## Geographie
Die fast vollständig von der Gemeinde Daours umschlossene Gemeinde liegt am rechten Ufer der Somme an der Einmündung der Hallue. Daours und Vecquemont bilden einen einheitlichen Siedlungskomplex beidseits der Hallue. Die Bahnstrecke Paris–Lille durchzieht den Süden des Gemeindegebiets, zwischen ihr und dem Lauf der Somme liegt eine große Kartoffelstärkefabrik von Roquette Frères. 
| 1962 | 1968 | 1975 | 1982 | 1990 | 1999 | 2006 | 2018 |
| ---- | ---- | ---- | ---- | ---- | ---- | ---- | ---- |
| 216  | 287  | 415  | 485  | 440  | 497  | 547  | 542  |

## Sehenswürdigkeiten
- Die wiederholt überarbeitete Kirche Saint-Martin mit massivem Westturm, seit 1865 frei stehend. Das Medaillon im Bild des hl. Martin trägt die Jahreszahl 1633.